# Impatiens chumphonensis
Impatiens chumphonensis är en balsaminväxtart som beskrevs av Tatemi Shimizu. Impatiens chumphonensis ingår i släktet balsaminer, och familjen balsaminväxter. Inga underarter finns listade i Catalogue of Life.